# Sakya

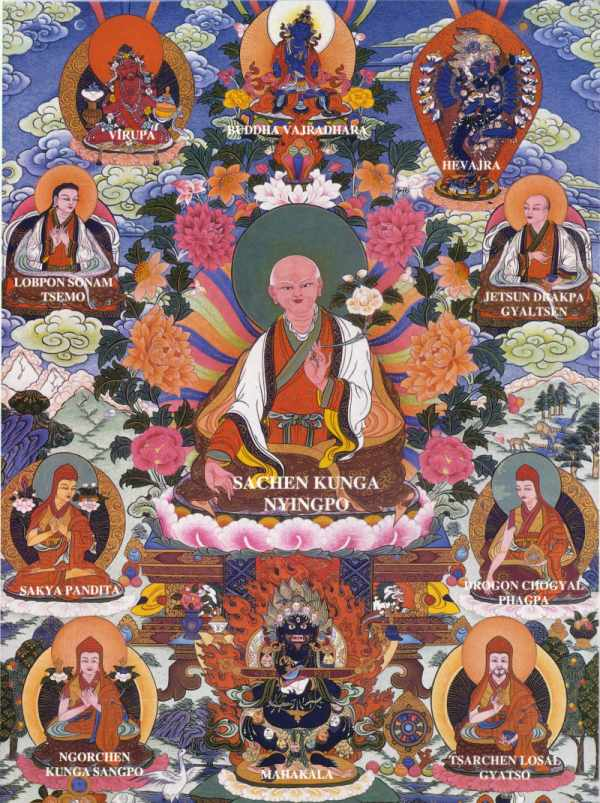
Árvore da linhagem Sakya

Sakya (em tibetano ས་སྐྱ་, Wylie Sa skya),  "terra pálida") é uma das quatro linhagens do budismo tibetano, as outras sendo Nyingma, Kagyu e Gelug. A escola Sakya é uma das escolas do período da nova tradução, também conhecidas como escolas Sarma.

## Origens
O nome Sakya deriva da peculiar paisagem cinza dos Montes Pompori no sul do Tibete próximo à região de Shigatse, onde o Monastério Sakya, o primeiro mosteiro desta tradição, foi construído por Khon Konchog Gyalpo (1034-1102) em 1073.
Um antepassado de Konchog Gyalpo, Khon Dorje Rinchen, havia sido um discípulo de Guru Rinpoche no século IX. Desde então o clã Khon vinha preservando os ensinamentos da linhagem Nyingma, na qual Konchog Gyalpo fora treinado desde a infância.
Porém, depois de presenciar os rituais e cerimônias sagrados da escola Nyingma sendo usados como uma forma de entretenimento barato, Konchog foi aconselhado por seu irmão mais velho a buscar instrução nos tantras do período da segunda tradução, de tal maneira que ele se tornou aluno de Drogmi Lotsawa.
A tradição foi fundada pelos "Cinco Patriarcas de Sakya" (Sa-skya gong-ma Inga):
- Sachen Kunga Nyingpo (1092 - 1158)
- Lopon Sonam Tsemo (1142 - 1182)
- Jetsun Drakpa Gyaltsen (1147 - 1216)
- Choje Sakya Pandita (1182 - 1251)
- Drogon Chogyal Pakpa (1235 - 1280)

Buton Rinchen Drub (1290-1364) foi um importante erudito e autor, bem como um dos mais celebrados historiadores do Tibete. Outros notáveis eruditos da tradição Sakya são os chamados  "Seis Ornamentos do Tibete":
- Yaktuk Sangyey Pal
- Rongton Sheja Kunrig (1367-1449)
- Ngorchen Kunga Zangpo (1382-1456)
- Zongpa Kunga Namgyel
- Gorampa Sonam Senge (1429-1489)
- Shakya Chogden (1428-1507)

## Domínio feudal sobre o Tibete
Em 1264, o domínio feudal sobre o Tibete foi dado a Chogyal Phagpa pelo imperador mongol Kublai Khan. Lamas Sakyapa continuaram a servir como vice-reis do Tibete em nome dos imperadores mongóis por quase 75 anos depois do falecimento de Chogyal Phagpa (1280), até que o imperador da China subjugou os mongóis.

## O clã Khon nos dias atuais
O clã Khon se divide em dois ramos, o Drolma Phodrang e o Phuntsog Phodrang. O membro do clã a ocupar o posto de Sakya Trizin é apontado por um dos ramos de cada vez, que têm se revezado desde o início do século XIX. 
O atual líder da escola Sakya é o 41º Sakya Trizin, Ngawang Kunga Tegchen Palbar Samphel Wanggi Gyalpo. Nascido em 1945, em Tsedong, hoje reside em Rajpur, Índia, com sua consorte, Dagmo Tashi Lhakyi, e seus dois filhos: Ratna Vajra Rimpoche e Gyana Vajra Rinpoche. Ratna Vajra Rimpoche, sendo o filho mais velho, é o sucessor na liderança do Drolma Phodrang e tomou como esposa Dagmo Kalden Dunkyi.  
O atual líder do Phuntsog Phodrang é Jigdal Dagchen Sakya Rimpoche. Dagchen Rimpoche vive com sua família em Seattle, nos Estados Unidos.

## Ensinamentos
Sachen, o primeiro dos cinco patriarcas, recebeu diversas doutrinas tântricas de vários tradutores tibetanos, também chamados Lotsawas, que haviam visitado a Índia, os principais sendo Drogmi Lotsawa, Bari Lotsawa e Mal Lotsawa. De Drogmi vem o ensinamento supremo dos Sakyapas, o sistema do Lamdre (lam 'bras) ou "O Caminho e seu Fruto”, revelados pelo mahasiddha Virupa, também conhecido pelo nome de Birwapa e baseado no Tantra de Hevajra. 
O coração dos ensinamentos do Lamdre está nas instruções-chave do mahasiddha Virupa sobre como interpretar os sutras e tantras como um sistema coeso, a partir do ponto de vista do Hevajra Tantra. Estas instruções estão contidas num texto chamado "Os Versos Vajra".
Na época do Sakya Trizin Dagchen Lodro Gyaltsen (1444-1495), os ensinamentos do Lamdre passaram a ser divididos entre a explicação para grande plateias (Tsogshed) e a explicação para discípulos (Lobshed).
Os ensinamentos do Lamdre, durante muito tempo, foram transmitidos apenas oralmente, só passando a serem registrados na forma de textos por Sachen Kung Nyingpo. Conforme a tradição oral passou a ser escrita, o principal texto a conter os aspectos da teoria e prática dos sutras foi chamado de “As Três Visões”. Já os aspectos teóricos dos tantras ficaram contidos em “Os Três Contínuos”.
O aspecto público do Lamdre (Tsogshed) inclui:
- instruções sobre "As Três Visões"
- O empoderamento da causa de Hevajra, que autoriza os discípulos a receberem
- instruções sobre "Os Três Contínuos"
- instruções sobre as práticas de meditação iniciais do Lamdre, conhecidas como Os Quatro Inquebráveis, que dizem respeito às práticas do estágio da geração, Kyerim.

Já o Lamdre voltado para os discípulos (Lobshed) inclui:
- o empoderamento do caminho de Hevajra, que autoriza os discípulos a receberem treinamento nas práticas do estágio da completude, Dzogrim, que são;
- instruções em Tummo, a prática do calor interno;
- instruções em técnicas de respiração;
- instruções em posturas corporais;
- instruções em Milam, também conhecida como a ioga dos sonhos;
- instruções em Phowa, a transferência da consciência.

Mal Lotsawa introduziu na linhagem Sakya a linhagem da Vajrayogini do mahasiddha Naropa, conhecida como "Naro Khachoma" ou "Naro Khechari". De Bari Lotsawa vieram inúmeras práticas tântricas, das quais a principal é o ciclo chamado "As Cem Sadhanas de Bari Lotsawa". Outros ciclos de transmissão que merecem destaque são os ensinamentos de Vajrakilaya e Yangdag Heruka, os únicos ensinamentos Nyingma que foram preservados depois da transição para os tantras da nova tradução.
O quarto patriarca Sakyapa, Sakya Pandita, era notável por sua excepcional erudição e compôs muitos textos importantes e influentes sobre os sutras e tantras, incluindo Iluminando a Intenção do Sábio (Wilye: thub pa'i dgongs gsal), Tesouro da Cognição Válida e Lógica (Wylie: tshad ma rigs gter rang ‘grel lung ‘grel can) e o polêmico Clara Distinção dos Três Votos (Wylie: sdom gsum rab dbye ).
A linhagem é especialmente ligada a Manjushri, bodisatva da sabedoria que tudo atravessa, inclusive o tempo e o espaço, e sua forma irada Vajra-Bairava. O atual Sakya Trizin teve a sílaba tibetana de Manjushri - Dhih - desenhada em sua língua com açafrão logo ao nascer. Sakya Trizin é considerado uma emanação de Manjushri.

## Sub-escolas
Com o passar dos anos, dois ramos surgiram da linhagem principal:
- Ngor, fundada por Ngorchen Kunga Zangpo (1382-1456). Representa 85% da escola Sakya e a maioria, se não todos os monastérios na Índia são Ngorpa, com exceção do monastério pessoal de Sua Santidade Sakya Trizin.
- Tsar, fundada por Tsarchen Losal Gyamtso (1496 - 1560). Os dois principais discípulos de Tsarchen foram Jamyang Khyentse Wangchuk (1524-1568) e Mangtho Lundrup Gyatso (1523-1596).